# Société médico-psychologique
 (avril 2024).
La Société médico-psychologique est une société savante psychiatrique, la première dans son genre en France et l'une des premières au monde.
Son champ d’étude est consacré au psychisme humain et à ses troubles, à leur prévention et la recherche ainsi qu’aux apports des disciplines connexes. Les grandes découvertes (notamment les premières publications sur les neuroleptiques) et les principaux courants de la connaissance psychiatrique française, voire internationale, sont issus de ses activités. Tous ses travaux sont colligés dans sa revue les Annales Médico-Psychologiques, fondée en 1843 et éditée par Elsevier. Depuis sa fondation, elle a réuni les plus grands noms de la psychiatrie française à travers les représentants des divers modes de soin français : hôpitaux généraux, psychiatriques, militaires, psychiatres universitaires et libéraux. La plupart des chefs d’École et responsables d’enseignement ont appartenu à ses rangs. Elle est membre de la Fédération française de Psychiatrie (FFP) et de l'Association Mondiale de Psychiatrie (WPA).

## Fondation
La société fut fondée en 1847 par Jules Baillarger et fonctionne sans interruption depuis 1852. Elle a célébré ses 170 ans les 12 et 13 mai 2022, dans le cadre de l'Académie nationale de médecine. La fondation de la SMP se déroule en trois étapes importantes. En effet, en 1843, les Annales Médico Psychologiques , qui est une revue scientifique, est créée par les médecins Jules Baillarger, Laurent Cerise et François-Achille Longet, et deviendra par la suite le bulletin officiel de la SMP. De plus, le 18 décembre 1847, Jules Baillarger publie dans le premier numéro de l'AMP un début de règlement et une première liste de membres ce qui annonce le début de la société. Enfin, en 1852, les règles initiales de la SMP sont modifiées avec des membres issus de diverses disciplines, tels que des médecins, des philosophes ou encore des magistrats. Le but est de permettre à des personnes de milieux divers de participer à ce nouveau champ de psychiatrie.
La fondation de la SMP a influencé la création de sociétés similaires à l'échelle mondiale, comme l'Association of Medical Officers of Asylums and Hospitals for the Insane fondée en 1841 en Grande-Bretagne. Cette association n'a fondé son journal officiel  The Asylum Journal of Mental Science, qui est aujourd'hui British Journal of Psychiatry, qu'en 1853, sous l'influence des Annales Médico Psychologiques en France.

## Composition
Elle est composée d'environ 400 membres avec des membres titulaires, honoraires, des correspondants nationaux et associés étrangers. La plupart sont psychiatres et élus au scrutin secret par leurs pairs. Or, même les personnes n'exerçant pas le métier de psychiatre ou de psychologue peuvent en faire partie grâce à leur contribution à la connaissance scientifique. En effet, il y a par exemples des magistrats, des philosophes, ou encore des poètes qui en font partie. Il y a même des personnes étrangères qui sont membres de la société. En effet, à partir de 1878 et de 1880, Manuel G. Echeverria et John P. Gray, deux médecins américains, ont rejoint la société. Le but est donc d'enrichir le champ de la psychiatrie naissante avec des profils différents.

## Activités scientifiques
Les activités scientifiques de la Société Médico-Psychologique se déroulent sur dix journées scientifiques nationales sur des thèmes scientifiques d'actualités. Ces journées se répartissent avec trois grandes journées thématiques (en février, mai et octobre), trois demi-journées thématiques et quatre séances de communications libres. Ces journées se déroulent au Centre hospitalier Sainte-Anne de Paris.

## Publications
Les Annales médico-psychologiques sont le bulletin officiel de la Société médico-psychologique, elles publient 10 fois par an, en langue française, des mémoires originaux intéressant la psychiatrie et tous les domaines de connaissance concernant la psychopathologie. Créée en 1842 par Jules Baillarger, c’est la plus ancienne revue de psychiatrie du monde. Les rédacteurs en chefs de cette revue sont François Petitjean, Nayla Chidiac, Isabelle Jalenques et Yann Auxemery. Cette revue est inscrite à l'ISI (Institute of Scientific Information).
Par son ancienneté, ses travaux et la notoriété de ses membres, la Société Médico Psychologique est l'une des sociétés de psychiatrie les plus prestigieuses du monde.